# Francisc Venceslav Wallis
Francisc Venceslav Wallis (Franz Wenzel Graf Wallis), (n. 4 octombrie 1696 – d. 14 ianuarie 1774, Viena, Monarhia Habsburgică) a fost guvernator al Transilvaniei între anii 1755-1758. 